# Едилбаев, Шаши
Шаши Едилбаев (каз. Шаши Еділбаев; 1930 год — 2004 год) — Старший чабан совхоза «Путь Ильича» Испульского района Гурьевской области, Казахская ССР. Герой Социалистического Труда (1948). Почетный гражданин Индерского района Гурьевской области.

## Биография
Шаши Едильбаев родился в 1930 году в ауле Канбакты Испульского района Гурьевской области. Казах по национальности.
В 9 лет лишился отца. После окончания семилетней школы в 1946 году, он сын и внук чабана, устроился работать табунщиком в колхоз “Красный Октябрь”.
В 1948 году в восемнадцать лет стал старшим табунщиком этого же колхоза.
В 1957 году становится участником Всесоюзной сельскохозяйственной выставки в Москве. В 1958 году был награжден Серебряной медалью Всесоюзной выставки народного хозяйства и золотыми часами “Звезда”.
С июня 1963 года - старший чабан совхоза “Путь Ильича”. Здесь за ним закрепили 813 каракульских овец. Шаши Едильбаев сумел сохранить 99.8 процента этого поголовья. Причем, в первый же год работы от каждой сотни овцематок получил по 132 ягненка, настриг от каждой овцы в среднем составил 3.8 килограмма шерсти, 80 процентов каракульских смушек сдал первым сортом.
В 1964 году был принят в члены КПСС. В 1964 году за ним закреплено 750 овец, от каждой сотни которых получил по 145 ягнят. Средние настриги руна составили 4.2 килограмма. Чабан сдал первым сортом 87 процентов каракульских смушек.
В 1965 году в его отаре было уже 790 овец. Он сохранил их полностью, и получил от каждой сотни овцематок по 160 ягнят. Настриг шерсти с каждой овцы достиг 4.5 килограмма, 85 процентов сданных им смушек пошли первым сортом.
Указом Президиума Верховного Совета СССР от 22 марта 1966 года «За крупный вклад в развитие животноводства, увеличение производства и заготовок мяса, шерсти и другой продукции» удостоен звания Героя Социалистического Труда с вручением Ордена Ленина и золотой медали Серп и Молот.
Эти выдающиеся успехи молодой овцевод закрепил и в 1966 году. Средний выход ягнят достиг 163 на сотню овцематок. Шаши Едильбаев успешно овладел профессиями техника по искусственному осеменению овец и электрострогальщика. Возглавляемая им чабанская бригада стала коллективом Коммунистического труда.
Продолжал успешно трудиться в совхозе до выхода на заслуженный отдых.
Являлся членом Индерского райкома КП Казахстана, депутатом Зеленовского аульного Совета депутатов трудящихся и членом президиума Республиканского научно-технического общества.

## Память
Улице в селе Коктогай Индерского района Атырауской области присвоено имя «Шаши Едилбаев».